# Легисты
Легисты (от лат. lex — закон) — юристы, законоведы, занимавшие должности королевских советников. Разрабатывали и внедряли римское право, которое они противопоставляли праву обычному. Особое значение приобрели во Франции в XIII в. Легисты — выходцы из городских сословий, занимали административные и судебные должности в государственном аппарате; сыграли большую роль в процессе централизации Франции.
Начиная с XIII в. во Франции появился многочисленный класс людей, воспитанных в новых школах римского права, разночинцев по происхождению, которые постепенно замещают многие административные и судебные должности на королевской, а иногда и на сеньоральной службе, оттесняя мало-помалу служилое дворянство, заинтересованное больше военными походами, чем судом или управлением. Склонные к формализму и не стесняющиеся, вместе с тем, в выборе средств, они постепенно расширяли королевскую юрисдикцию за счет сеньоральной и подчиняли страну господству общего королевского права. Они принимали горячее участие в изучении и редактировании обычного права, обработке его в связи с римским и применении к жизни, в качестве главных деятелей в судах-парламентах. Расцвет их деятельности совпадает с эпохой наиболее напряжённой борьбы короля и феодалов, при Филиппе Красивом. Феодалы видели в легистах злейших своих врагов и жестоко мстили им в эпохи феодальных реакций, создавая многим из них славу мучеников за государственную идею.
Легистами иногда называют также философов-«законников» Китая, см. фацзя.